# Nights in White Satin
«Nights in White Satin» (с англ. — «Ночи в белом атласе») — песня британской рок-группы The Moody Blues, написанная в 1967 году её вокалистом и гитаристом Джастином Хейвордом. В оригинале песня была записана с симфоническим оркестром под управлением Питера Найта и вошла в альбом Days of Future Passed, но позже в сингл-версии оркестровые вставки и концовка с монологом Грэма Эджа («Cold hearted orb that rules the night…») были убраны. В 1968 году она заняла # 19 в UK Singles Chart и # 103 в Соединённых Штатах Америки.
В 1972 году после перезапуска в США, песня стала хитом и заняла второе место в хит-параде Billboard Hot 100 и первое место в Cashbox Top 100. Композиция получила сертификацию RIAA для продажи[прояснить] миллиона копий по всей Америке. Песня является хитом номер один в Канаде.
«Nights In White Satin» — песня, принёсшая группе The Moody Blues, которая в середине 1960-х годов находилась на грани развала, долгожданный успех. 30 декабря 1967 года она заняла 19-е место в британских чартах, а в 1972 году, будучи переизданной в оригинальной, оркестрованной версии, поднялась до 2-го места в Billboard Hot 100 и 9-го — в Британии.

## Создание
Песня была написана Джастином Хейвордом в городе Суиндон в возрасте девятнадцати лет после того, как он получил в подарок от своей возлюбленной атласные простыни. Сама песня была рассказом человека о любви и тоске из далеких краёв, это заставляет многих поклонников называть её рассказом о неразделённой любви, пережитой Хейвордом.
Сам Хейворд сказал о песне так:

Это была просто ещё одна песня, которую я написал, и она показалась мне очень мощной. Это была очень личная песня, и каждая нота, каждое слово в ней что-то значило для меня, и я подумал, наверное многие люди испытывали в своей жизни подобное.
Оригинальный текст (англ.)«It was just another song I was writing and I thought it was very powerful. It was a very personal song and every note, every word in it means something to me and I found that a lot of other people have felt that very same way about it.»

Необычайная мелодичность «Nights in White Satin», общий колорит песни (размер 6/8, тональность ми минор, характерный бас, меллотрон на фоне), мягкий голос Джастина Хейворда, прекрасный эпизод в середине с соло на флейте Рэя Томаса, аранжировка (знаменитое опевание — ре-ми-фа#-соль-фа#-ре-ми-, придуманное Майком Пиндером и так украсившее песню) — всё это сделало «Nights in White Satin» одной из красивейших романтических песен в истории рок-музыки.

## Участники записи
- The Moody Blues:
  - Джастин Хейворд — акустическая гитара, вокал
  - Рэй Томас — флейта, бэк-вокал
  - Майк Пиндер — меллотрон, бэк-вокал, гонг
  - Джон Лодж — бас-гитара, бэк-вокал
  - Грэм Эдж — ударные, перкуссия, бэк-вокал
- Peter Knight — дирижёр, аранжировщик.
- The London Festival Orchestra.[5]

## Кавер-версии
Мимо такой заманчивой мелодии, конечно, не могли пройти симфонические оркестры и коллективы, застолбившие инструментальную нишу. В разные годы симфонические обработки «Nights in White Satin» сделали, например, The London Symphony Orchestra, Peter Hamilton Orchestra, Ted Heath And His Orchestra, Norman Candler And His Magic Strings, James Last & Orchestra, Percy Faith, Francis Goya, Richard Clayderman, The Shadows, Tim Weisberg, Ronnie Aldrich, David Lanz, Geoffrey Downes, Lorie Line, Mark Reift и многие другие. Известные музыканты создавали свои версии, в которых доминантой они предлагали собственные инструменты: пианино, скрипку, флейту и, конечно, саксофон.
Были даже самые необычные: так, американский ансамбль The Raleigh Ringers применил колокольчики, французский мультиинструменталист Claude Denjean представил альбом «Moog! Claude Denjean And The Moog Synthesizer» (1970), в котором показал возможности электроники.
Популярность песни также способствовала появлению множества кавер-версий с различным вокалом, которые музыкальная индустрия выплеснула на прилавок фактически одновременно с оригиналом.
Одними из первых стали:
американский фанк-соул дуэт Jimmie and Vella (альбом «Heartbeat» 1968),
англичане Billie Davis (альбом «Billie Davis» 1969),
Eric Burdon (экс-The Animals) & War (альбом «The Black-Van's Burdon» 1970) и группы из США —
American Eagle (альбом «American Eagle» 1970) и
The Brooklyn Bridge (альбом «The Brooklyn Bridge» 1970).
Самое удивительное, что в это время вслед за ними оперативно вышли на рынок рок-музыканты из Германии и даже из самых экзотических стран для рока, таких как Италия, Франция, Швеция, Испания, Бразилия и Япония.
Так, бразильская группа Baobas, итальянская I Jelly Roll, японская The Fingers и шведский исполнитель Tommy Körberg включили кавер на «Nights in White Satin» в свои альбомы уже в 1968 году.
Более того, многие представители этих стран предложили публике каверы с текстами на родном языке: в 1968 году сразу три группы из Италии — I Nomadi, I Profeti, I Bit-Nic и исполнитель Andreas Racket записали свои варианты на слова одного и того же автора Daniele Pace под названием «Ho difeso il mio amore» (кстати, годом позже D. Pace для итальянских певиц Далиды и Барбары переделал текст песни, которая стала называться «Un Po’ D’Amore»).
В этом же году вышли синглы: француженки Патриции с кавером в переводе H. Ithier под соответствующим названием «Mes Reves De Satin» и группы из Японии The Beavers с японской версией под иероглифами  サテンの夜.
В 1969 испанцы Los Z-66 на своём одноимённом альбоме спели испаноязычную версию «Noches De Blanco Saten» в переводе J. Carreras. В 1970 году композитор и исполнитель из Германии Michael Holm предложил хит The Moody Blues на немецком в собственной адаптации — «Nächte Im Schatten».
В 1973 году певица Juliane Werding также из Германии записала альтернативную версию под названием «Wildes Wasser» на слова H. U. Weigel.
А шведский вариант группы Änglabarn звучал на текст D. Tillberg как «Ur drömmen» (альбом «Änglabarn» 1973).
В 1980-е отметились:
французская шансонье Marie Laforêt с кавером в собственном переводе «Blanche Nuit De Satin» (сингл, 1982),
итальянский певец Alberto Colucci с известной версией «Ho difeso il mio amore» (сингл, 1989) и даже
певец из Гонконга Jacky Cheung с песней на китайском — 昨夜夢魂中 (LP, 1988).
1990-е годы открыл
финн Harri Marstio со своей версией на финском «Sametinpehmeä Yö» (LP, 1991) и
француз Ramon Pipin с «Doudou De Satin» на слова J. Moulaar (альбом «Ready Steady Go» 1992), а закрыла
Lucie Bílá, исполнив балладу на чешском, под названием «Noc Je Jak Satén», на альбоме «Hvězdy Jako Hvězdy» (1998).
В 2002 году известный тенор из Греции Mario Frangoulis на альбоме «Sometimes I Dream» исполнил в дуэте с Джастином Хейвордом версию под названием «Notte di Luce» на итальянском, которая стала для многих будущих исполнителей отправной версией для «Nights in White Satin» в оперном ключе.
Наиболее известным в России из этой когорты стал интернациональный коллектив Il Divo, включивший её в свой альбом «Siempre» (2006).
Уместно добавить, что вся эта огромная волна, вызванная «Nights in White Satin», вынесла на поверхность многообразное жанровое прочтение. Так американская группа The Ramsey Lewis Trio интерпретировала композицию в джаз-фанковой манере (альбом «Funky Serenity» 1973), а бразильский музыкант Деодато — в джаз-роке (альбом «Deodato 2», 1973).
А вот во времена буйного расцвета моды на диско песня «Nights in White Satin» увидела свет в диско-версии: в 1977 году она была перепета группой Panama на альбоме «Fire!», а годом позже спета чернокожей фанк-соул певицей Linda Law и оркестром Ray McVay на танцевальном альбоме «World Disco Dancin' Championship».
На пике панк-взрыва, в 1979 году группа The Dickies записала свою, весьма отличную от оригинала, скоростную панк-версию на альбоме «Dawn of the Dickies», заодно выпустив сингл с этой песней. Первый утяжелённый вариант песни показала британская металл-группа Rock Goddess сестёр Turner на концерте в Лондоне в 1984 году. Эту традицию продолжила хард-группа Nightwing на своём шестом официальном релизе «VI» (1988).
В 2017 году песня «Nights In White Satin» отметила свой юбилей — 50-летие со дня выпуска её на виниловом носителе. За всё это время было записано только на официальных релизах около двух сотен всевозможных кавер-версий. Своеобразным водоразделом, пришедшимся почти на середину этого срока, как и на половину всех опубликованных каверов, стала триумфальная запись певицы Сандра, включившей «Nights In White Satin» в свой альбом «Fading Shades» (1995), сингл с которой достиг первого места в хит-параде Израиля. В этом же году ещё две поп-дивы записали свои варианты — это Дженнифер Раш (альбом «Out Of My Hands») и Нэнси Синатра (альбом «One More Time»), правда, с переменным успехом.
2000 год, последний год XX века,
открыла панк-группа из Германии The Bates, которая подошла к исполнению баллады с большой долей ответственности, не столь приличествующей этому стилю, на альбоме «2nd Skin» и
датская команда альтернативщиков Sort Sol, поставившая не менее достойную точку веку уходящему синглом на эту песню к альбому «Snakecharmer».
Последующие годы радовали не меньшим вниманием к детищу Джастина Хейворда. Так, следует отметить
Avscvltate, играющую в стиле грегорианик (CD, «Mystical Chants — Love Songs» 2001),
немецкую группу эпического металла The Vision Bleak (EP, «Songs Of Good Taste» 2001),
ирландскую группу God is an Astronaut с инструментальным кавером под названием NIWS (CD, «The End Of The Beginning» 2002),
восходящую звезду поп-музыки из Великобритании Деклана Гэйлбрейта (CD, «Thank You» 2006),
датчанина Jakob Sveistrup (CD, «Fragments» 2006),
ирландскую рок-группу Celtic Thunder (CD, «Act Two» 2008),
польскую дум-метал группу Cemetery of Scream (CD, «Frozen Images» 2009),
дарквейв-дуэт из Лос-Анджелеса Collide (CD, «These Eyes Before» 2009),
чернокожую фанк-соул певицу Bettye LaVette (CD, «Interpretations: The British Rock Songbook» 2010),
атмосферик-метал группу из Финляндии The Man-Eating Tree (CD, «Vine» 2010),
классического певца из Новой Зеландии Will Martin (CD, «Inspirations» 2010),
проект английского хормейстера Gareth Malone (CD, «Voices» 2013),
французскую стоунер-рок-группу Mudweiser (CD, «Angel Lust» 2013),
американскую группу Transatlantic (CD, «Kaleidoscope» 2014),
украинскую блэк-метал группу из Харькова (CD, «Голос Сталі» 2015),
американскую прогрессив-метал группу Oceans Of Slumber (CD, «Winter» 2016) и
российский синти-поп коллектив Last Phase из Краснодара (CD, «Backward» 2017).
В 2018 года заметный кавер на «Nights In White Satin» был записан в формате сингла британцами Nick Awde & Desert Hearts.
В Советском Союзе баллада была перепета в 1973 году культовой ленинградской группой подпольного рока «Зелёные муравьи» на собственный текст под названием «Берегом Темзы». Безусловно, «Зелёные муравьи» стали в один ряд с западными группами, первыми сделавшими кавер на «Nights in White Satin». В любом случае рассчитывать на внимание всесоюзной фирмы грамзаписи «Мелодия» они не могли, хотя и обладали всеми данными для профессиональной работы.
В современной России уважение известной балладе оказал Тим Барсов — русский певец, «обладатель редкого по тембру лирико-драматического тенора». Его версия на родном языке «Ночи ласки, ночи сказки» прозвучала в 2012 году. Правда, надо заметить, что Тим выбрал путь, отличный от оригинала, но который некогда проложил Марио Франголис своей «Notte di Luce».
Список кавер-версий (в список включены только официальные выпуски)
- The London Symphony Orchestra – Nights in White Satin/Life on Mars (Single, 1968)
- Franck Pourcel Et Son Grand Orchestre — 100 % Pourcel (LP, 1968)
- Peter Hamilton Orchestra — Arrivederci hello goodbye (LP, 1968)
- Jimmie and Vella — Heartbeat (LP, 1968)
- Patricia — Mes Rêves de Satin/Tous Les Jours Qui Passent (Single, 1968)
- I Nomadi — I Nomadi (LP, 1968)
- I Profeti — Ho Difeso Il Mio Amore (Nights in White Satin) (Single, 1968)
- I Jelly Roll — Io Lo Chiamo Amore/Nights in White Satin (Single, 1968)
- I Bit-Nik — Hello Goodbye/Ho Difeso Il Mio Amore (Single, 1968)
- Barbara — Un Po' D'Amore (Nights in White Satin) (Single, 1968)
- Andrea's Racket E Orchestra — Un'Ora Sola ti Vorrei (LP, 1968)
- Baobas — Baobas (LP, 1968)
- The Beavers — Viva! Beavers (LP, 1968)
- The Fingers — Sound of the Fingers (LP, 1968)
- Tom (Tommy Körberg) — Nature Boy (LP, 1968)
- The Avengers — Alive! Avengers in Action (LP, 1969)
- Los Z-66 — Los Z-66 (LP, 1969)
- Dalida — Canta in Italiano (LP, 1969)
- Ted Heath And His Orchestra — The Big Ones (LP, 1969)
- American Eagle — American Eagle (LP, 1970)
- Claude Denjean — Moog! Claude Denjean and the Moog Synthesizer (LP, 1970)
- Eric Burdon & War — The Black-Man's Burdon (2 × LP, 1970)
- The Brooklyn Bridge — The Brooklyn Bridge (LP, 1970)
- Billie Davis — Billie Davis (LP, 1970)
- Mike Kennedy — Recital Mike Kennedy En La Zarzuela. Segunda Parte: Volumen II (LP, 1970)
- Michael Holm — Mendocino (LP, 1970)
- Slade — BBC Sessions 1969—1971
- Daybreak — Daybreak (LP, 1971)
- Tim Weisberg — Tim Weisberg (LP, 1972)
- Werner Müller Und Sein Orchester — Learn to Love (LP, 1972)
- Percy Faith — Clair 1973
- Deodato — Deodato 2 (LP, 1973)
- Juliane Werding — Mein Name Ist Juliane (LP, 1973)
- Änglabarn — Änglabarn (LP, 1973)
- Holger Stern — Nächte Im Schatten (Single, 1973)
- Ramsey Lewis — Funky Serenity (LP, 1973)
- Olaf Stiletti — The Funky Entertainer (LP, 1974)
- Bermuda Triangle — Bermuda Triangle (LP, 1977)
- Panama — Fire! (LP, 1977)
- Difference — Jubileum 1967—1977 (LP, 1977)
- Linda Law — Linda Law (Single, 1978)
- Ray McVay & His Orchestra — World Disco Dancin' Championship (LP, 1978)
- Norman Candler And His Magic Strings — The Magic Sound (LP, 1978)
- Francis Goya — Goya by Candlelight/20 Romantic Hits (LP, 1979)
- Paul Brett — Romantic Guitar (LP, 1980)
- The Dickies — Dawn of the Dickies (LP, 1979)
- Ronnie Aldrich — Tomorrow's Yesterdays (LP, 1979)
- Peter Hofmann — Rock Classics (LP, 1982)
- Marie Laforêt — Blanche Nuit de Satin (Single, 1982)
- Elkie Brooks — Pearls II (LP, 1982)
- Giorgio Moroder & Joe Esposito — Solitary Men (LP, 1983)
- Electric Wind Ensemble — Haunting Melodies (LP, 1983)
- Ivan Cattaneo — Bandiera Gialla (LP, 1983)
- Max Greger Jr. — Fantasy (LP, 1983)
- Jon St James — Trans-Atlantic (LP, 1984)
- Rock Goddess — Live From London (Live, 1984)
- Misha — Are You Feeling in the Mood Tonight? (LP, 1985)
- The Shadows — Moonlight Shadows (LP, 1986)
- Nana Mouskouri — Nana (LP, 1987)
- Sys Of Choi — Nights in White Satin (Single, 1987)
- Richard Clayderman — A Little Night Music (LP, 1988)
- Nightwing — VI (LP, 1988)
- 張學友 (Jacky Cheung) — 昨夜夢魂中 (LP, 1988)
- Metin Özülkü — Unutulmayanlar (Live, 1988)
- Alberto Colucci — Ho Difeso Il Mio Amore (Single, 1989)
- David Lanz — Skyline Firedance (2 × LP, 1990)
- Harri Marstio — Sametinpehmeä Yö (LP, 1991)
- James Last And Orchestra — Pop Symphonies (LP, 1991)
- Alain Bashung — Osez Joséphine (LP, 1991)
- Camy (Камелия Тодорова) — 2 Souls in 1 (LP, 1991)
- The Gino Marinello Orchestra — Nights in White Satin — Die Schönsten Instrumental-Songs er Welt (2 × LP, 1991)
- Ramon Pipin — Ready Steady Go (CD, 1992)
- Colin Blunstone — Split Second (soundtrack, 1992)
- Michael Sadler & Frankfurt Rock Orchestra — Classic Moody Blues Hits (CD, 1994)
- Steel Breeze — Peace of Mind (CD, 1994)
- Geoffrey Downes — Evolution (CD, 1994)
- Jennifer Rush — Out of My Hands (CD, 1995)
- Sandra — Fading Shades (CD, 1995)
- Nancy Sinatra — One More Time (CD, 1995)
- Ron Aspery — Romantic Saxophone Melodies (2 × CD, 1996)
- L'Edarps A Moth — Liebeslieder (Cass, 1996)
- The Manhattan Strings — Heartstrings Volume 1 (CD, 1996)
- Lorie Line — Open House (CD, 1997)
- Ossessione — Un Po' D'Amore (CD, 1997)
- Alain Morisod & His Orchestra — Mélodies Pour Toujours (CD, 1997)
- Lucie Bílá — Hvězdy Jako Hvězdy (CD, 1998)
- Helge And The Firefuckers — Eiersalat in Rock (CD, 1999)
- Acker Bilk — Stranger on the Shore (CD, 2000)
- The Raleigh Ringers — More (2 × CD, 2000)
- The Bates — 2nd Skin (CD, 2000)
- Sort Sol — Snakecharmer (CD, 2001)
- Avscvltate — Mystical Chants — Love Songs (CD, 2001)
- Edward Simoni — JeT‘aime (CD, 2001)
- The Vision Bleak — Songs of Good Taste (EP, 2001)
- God is an Astronaut — The End of the Beginning (CD, 2002)
- Mario Frangoulis — Sometimes I Dream (CD, 2002)
- Voodooshock — Voodooshock (CD, 2002)
- Esta — Home Made World (CD, 2002)
- Distain! — Nights in White Satin (Single, 2003)
- The Westwind Ensemble — Seasons of Love (CD, 2003)
- Helmut Lotti — Pop Classics in Symphony (CD, 2003)
- Diler Ebeperi — Romantic Golden Guitar (CD, 2004)
- John Cowan — Moody Bluegrass: A Nashville Tribute to the Moody Blues (CD, 2004)
- Elena Ledda — Amargura (CD, 2004)
- Bruno Bertone Orchestra — Romantic Strings (CD, 2004)
- Sally Harmon — Feelin' Groovy (CD, 2005)
- Glenn Hughes — Stealth (Soundtrack 2005)
- Quidam — surREvival (CD, 2005)
- Jakob Sveistrup — Fragments (CD, 2006)
- Blumfeld — Tics (Single, 2006)
- Wendy Van Wanten — Woman in Love (CD, 2006)
- The Northern Lights Orchestra — Hits of the 60's (CD, 2006)
- Lana Lane — Gemini (CD, 2006)
- Chris de Burgh — Much More Than This (The Anthology) (4 × CD, 2006)
- Betty And The Bobs — Betty and the Bobs (CD, 2006)
- Declan Galbraith — Thank You (CD, 2006)
- Il Divo — Siempre (CD, 2006)
- David Nathan & Pharaoh's Dream — Wistful Elegance (CD, 2007)
- Rua — Whisper (CD, 2007)
- Larry Dalton and his Orchestra — With a Little Help from My Friends — Remember the '60s CD, 2008)
- Midnight Movies — Nights EP (EP, 2008)
- Leilah Safka — I Do, I Do, I Do (CD, 2008)
- Celtic Thunder — Act Two (CD, 2008)
- Cemetery Of Scream — Frozen Images (LP, 2009)
- Collide — These Eyes Before (CD, 2009)
- Brand Old — Footsteps (CD, 2009)
- Bettye LaVette — Interpretations: The British Rock Songbook (CD, 2010)
- The Man-Eating Tree — Vine (LP, 2010)
- Will Martin — Inspirations (CD, 2010)
- Matt Cardle — When We Collide (Single, 2010)
- Marc Reift Orchestra — Venus (CD, 2009)
- Pink Turtle — Back Again (CD, 2010)
- Noah Stewart — Noah (CD, 2012)
- Richard File — Nights in White Satin (Single, 2012)
- Die Zorros — Future (CD, 2012)
- Gari Glaysher — Come What May (CD, 2012)
- Erwin Nyhoff — Nights in White Satin (Single, 2012)
- Mudweiser — Angel Lust (CD, 2013)
- Ivri Lider — Nights in White Satin (Single, 2013)
- Beggar's Jam — First Set (CD, 2013)
- Gareth Malone — Voices (CD, 2013)
- Justin Hayward — Spirits Live (CD, 2014)
- Transatlantic — Kaleidoscope (CD, 2014)
- Real:Dead:Love — Venice Falling (CD, 2014)
- Rhydian — One Day Like This (CD, 2014)
- Romanz — Hou Vas (CD, 2014)
- The Wallop Sisters — Nights in White Satin/Tuesday Afternoon (Single, 2014)
- The Witch Was Right — The Stone (CD, 2015)
- Michel Périllard — Nights in White Satin (Single, 2015)
- Royal Philharmonic Orchestra — Plays Prog Rock Classics (CD, 2015)
- Reign — Reign (EP, 2015)
- Tina Arena — Love and Loss (CD, 2015)
- Nokturnal Mortum — Голос Сталі (2 × CD, 2015)
- Emily West — All for You (single, 2015)
- Classical Blast — Metamorphosis (CD, 2015)
- Oceans Of Slumber — Winter (CD, 2016)
- David Hobson — A Little Closer (CD, 2016)
- The Springstill Band — Smoothly (CD, 2016)
- Gluemind — Nights in White Satin (Single, 2017)
- Jessie Galante — The Show Must Go on (CD, 2017)
- Last Phase — Backward (CD, 2017)
- The Relentess — American Satan (Soundtrack, 2017)
- Joseph Sullinger — Nights in White Satin (Single, 2018)
- Jim Garrett — American Idle (CD, 2018)
- Nick Awde & Desert Hearts — Nights in White Satin (Single, 2018)

## В культуре
Песня была использована в фильме «Вдребезги» (1991).
У Мартина Скорцезе она звучит в фильме «Казино» (1995).
Также в исполнении Колина Бланстоуна вокалиста группы The Zombies песня вошла в саундтрек к британскому фантастическому триллеру «Считанные секунды» (1992),
а в 2005 году в исполнении Гленна Хьюза, вокалиста Deep Purple, — в саундтрек к американскому фантастическому триллеру режиссёра Роба Коэна «Стелс».
Песня является лейтмотивом фильма 2009 года «Хэллоуин 2».
Ко всему прочему, она стала своеобразным «эпиграфом» и звучит на начальных титрах фильма Тима Бёртона «Мрачные тени», вышедшего на экраны в мае 2012 года.
Также песня звучит в режиссёрской работе Роберта де Ниро «Бронксская повесть» 1993 года.
Одним из необычных воплощений песни, связанных с кино, можно считать кавер, исполненный виртуальной группой The Relentless, которая существовала лишь на экране как персонаж фильма Эша Эвилдсена «Американский сатана» (2017).